# 丰田NR引擎
丰田NR发动机系列是丰田公司设计和制造的一系列小型直列四缸发动机，容量在1.2至1.5升（1,197至1,498cc）之间。
NR系列采用铝制发动机缸体和DOHC气缸盖。它还采用多点或燃油直喷，每缸有4个气门。1NR、2NR、3NR、4NR、5NR、6NR和7NR发动机都有Dual VVT-i技术，8NR发动机具有VVT-iW，使其能够在奥托循环以及改进的阿特金森循环中工作，以提高热效率。

## 1NR-FE

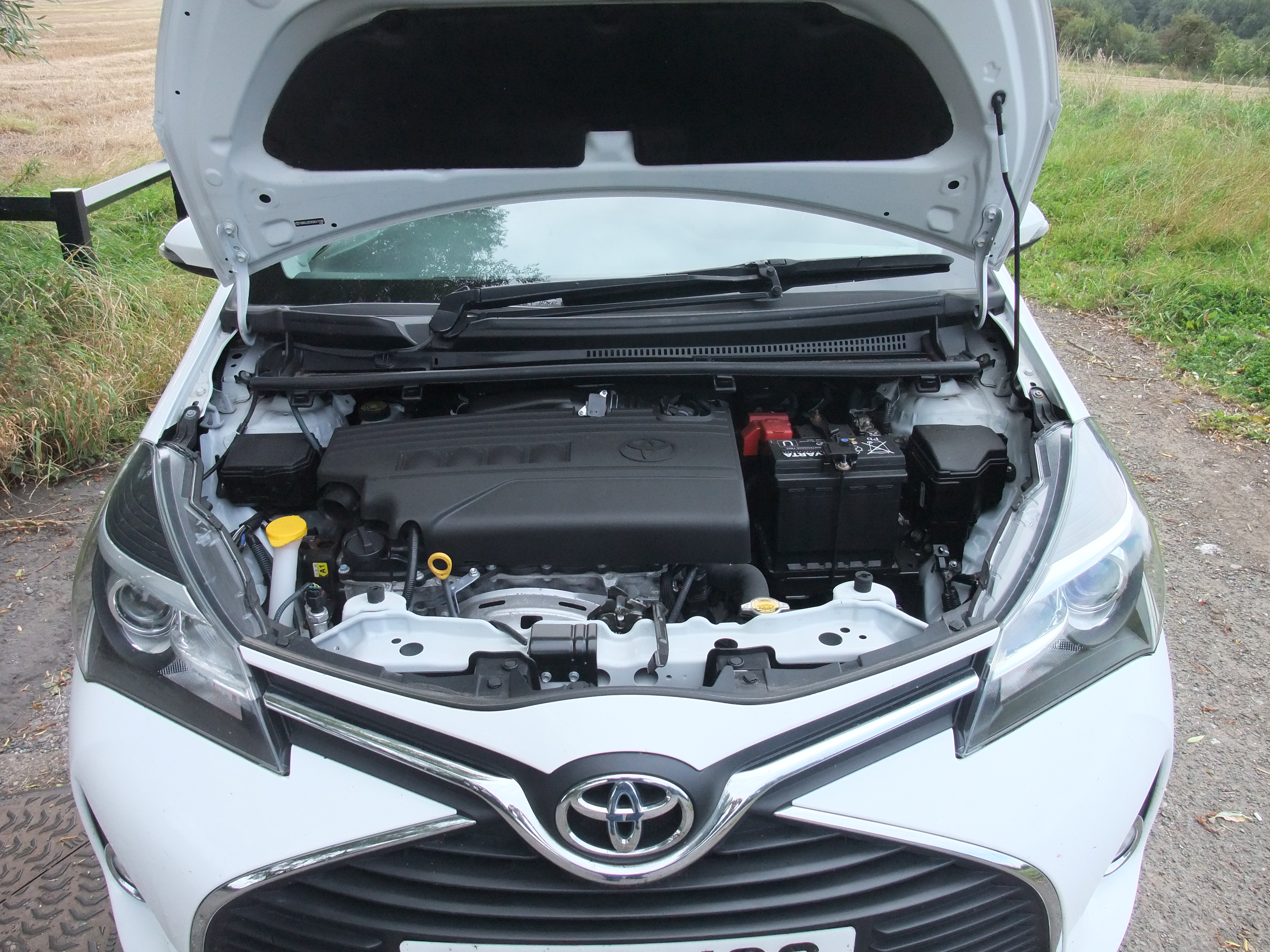
2016款英国版丰田Yaris装备的1NR-FE引擎

1NR-FE是一款紧凑的直列四缸发动机，配备有启停技术和双VVT-i。
它于2008年年底与雅力士XP9F一起进入欧洲市场。开发目的就是要提高发动机性能、降低排放和油耗。
1NR-FE发动机采用了众多先进技术。丰田工程师精简了发动机的进气道，利用计算机模拟优化气流，平滑所有表面以减少湍流，并对发动机内部的所有角度和尖锐边缘进行了圆滑处理。
1NR-FE发动机的关键要素之一是其活塞设计。与之前的1.3 L（1,297 cc）引擎相比，活塞体积更小，重量更轻，它们被设计成具有更小的接触面积，并使用碳陶瓷酰胺（一种在一级方程式工程中常用的先进材料）来减少摩擦。
发动机还采用了冷却式废气再循环系统（仅限寒冷地区车型），以减少泵送损失，降低NOx排放。
发动机的技术规格：
- 排量：1.3升；81.1立方英寸（1 329毫升）。1.3升；81.1立方米（1 329毫升）。
- 内径×行程。72.5毫米×80.5毫米（2.85英寸×3.17英寸）
- 最大输出 输出功率。欧4版：6000转/分时74千瓦（99马力；101PS），欧5版：6000转/分时73千瓦（98马力；99PS），印尼欧3版：6000转/分时72千瓦（97马力；98PS），马来西亚版：6000转/分时71千瓦（95马力；97PS）。
- 最大扭矩 最大扭矩。欧4版本：132牛-米（97磅-英尺），3800转/分；欧5版本：128牛-米（94磅-英尺），3800转/分；印尼欧3版本：120牛-米（89磅-英尺）；马来西亚版本：121牛-米（89磅-英尺），4000转/分。
- 压缩比：11.5:1；印尼欧三版：10.5:1。
- 气门机构：16气门DOHC，链条传动（带双VVT-i）。
- 燃油喷射系统。电子燃油喷射
- 点火系统。直接点火系统
- 排放法规。欧4（在2010年7月进行优化后符合欧5）。
- 发动机维修质量（包括冷却剂和机油）：89.5公斤（197磅）。
- 6200转/分红线

应用车型：
- 马来西亚第二国产车（Perodua）迈威（Myvi）/ 大发 Sirion （M600/AC30）
- 斯巴鲁Trezia
- 丰田Auris（英语：Toyota Auris）
- 丰田卡罗拉
- 丰田卡罗拉Axio（NRE160）（日本）
- 丰田Etios（南美）
- 丰田iQ
- 丰田帕索
- 丰田Probox（英语：Toyota Probox）
- 丰田Ractis
- 丰田都市巡洋舰（英语：Toyota_Urban_Cruiser_(XP110)）
- 丰田Verso-S
- 丰田Vios（XP150）
- 丰田雅力士（XP150）

### 1NR-VE 大发版

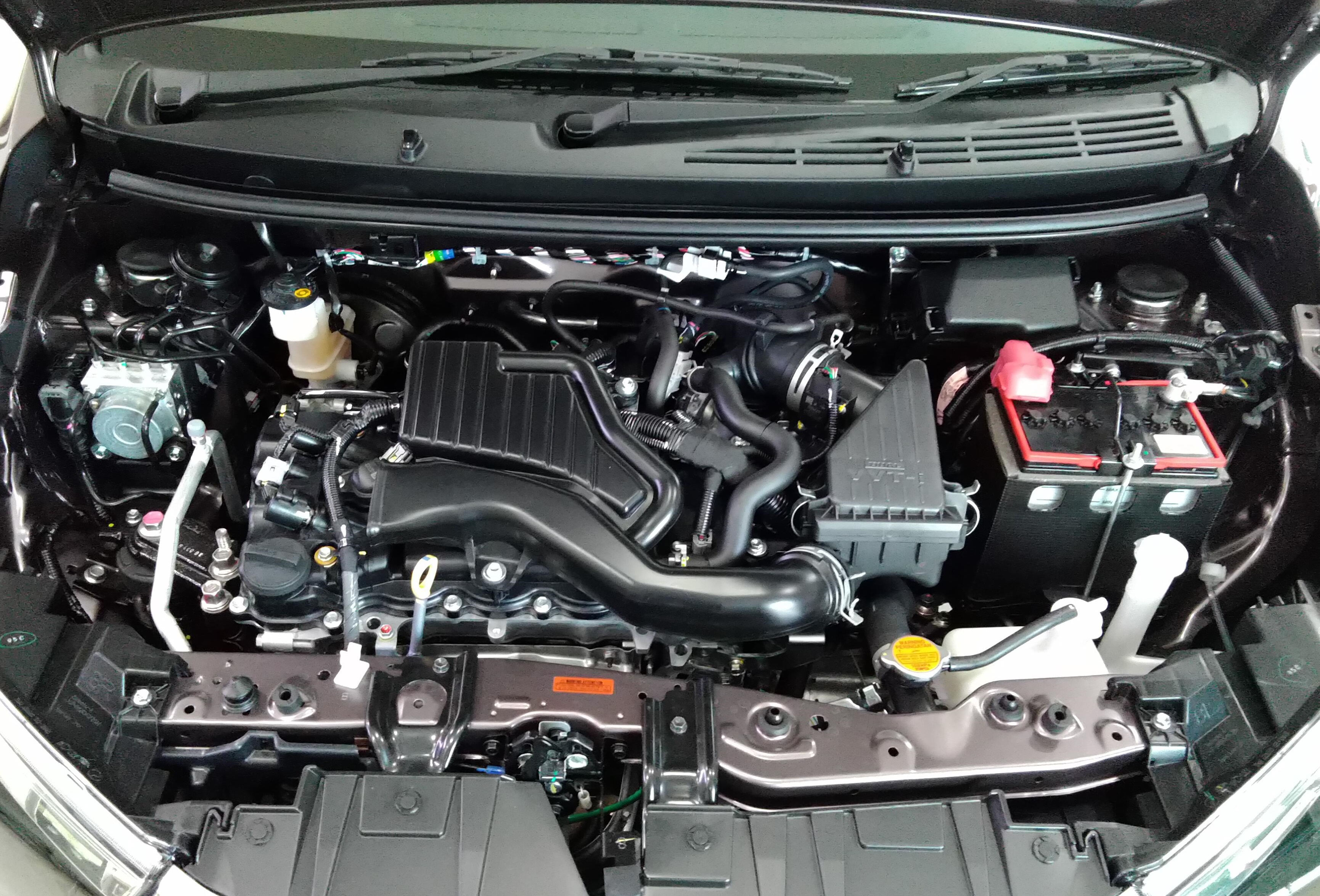
1NR-VE，在Perodua Bezza上

1NR-VE发动机由大发设计，用于丰田Avanza和大发Xenia，后来被Perodua用于Perodua Bezza。
它是基于1.3升1NR-FE的。它的ECE油耗数据为手动版21 km/L（4.8 L/100 km；49 mi/US gal；59 mi/imp gal），自动版69 kW（93 hp） and 121 N·m（89 lbf·ft）。发动机的功率为69千瓦（93马力），扭矩为121牛-米（89磅-英尺）。
Perodua Bezza Advance上的和新的第三代Myvi的所有版本能够达到22 km/L（4.5 L/100 km；52 mi/US gal；62 mi/imp gal），这得益于新的Eco Idle启停系统和比上一代发动机更好的再生制动系统。
应用车型：
- 丰田Avanza/Daihatsu大发Xenia[1] （F650，2015年至今）
- Perodua Bezza
- Myvi/大发Sirion （M800）

### 1NR-FBE 巴西特供乙醇燃料版
装配在巴西生产的丰田Etios和Yaris掀背版上，仅有1.3升flexfuel版，带VVT-i。2016年被1NR-FKE的flexfuel版本所取代。可以使用添加乙醇的汽油作为燃料。

### 1NR-FKE 高热效率新款
1NR-FKE是2014年第二季度推出的1NR-FE的改款，丰田宣称其最大热效率将达到38%。主要特点，这款1.3升汽油发动机和丰田的混动专用发动机一样，采用了阿特金森循环。最大扭矩较小，但最大输出并没有降低。气门采用可变气门正时-智能电动VVT-iE驱动。进气口采用了新的形状，产生了强烈的垂直翻滚流。燃烧得到改善，损失减少。丰田表示，配合怠速停止等功能，将使燃油效率提高约15%。
1NR-FE之间的主要区别：
- 最大输出功率。6000转/分时73千瓦（98马力；99PS）。
- 最大扭矩：4400转/分时为121牛-米（89磅-英尺）。
- 最大热效率：38%。
- 膨胀比：13.5:1
- 气门机构：VVT-iE VVT-iE

应用车型：
- 2014年4月以后的丰田威驰[3]
- 2014年5月以后的斯巴鲁Trezia[4]

## 2NR-FE
NR系列发动机的1.5 L （1,496 cc）变体，于2010年第四季度首次为丰田Etios推出。这是丰田8年多来开发的第一款没有VVT-i的新发动机，是为了降低丰田Etios的成本而制造的。这款发动机进行了新的创新，将排气歧管集成到气缸盖中，以减少排放。后来又推出了搭载双VVT-i的版本，并从2017年起首先在丰田Avanza和亚洲市场的许多1.5L车型上使用。
发动机的技术规格：
- 排量：1.5升（1 496cc）。1.5升（1 496cc）
- 内径×行程。72.5毫米×90.6毫米（2.85英寸×3.57英寸）
- 最大输出功率。
  - 90 PS （66 kW; 89 bhp） @5600 rpm （不含双VVT-i）
  - 107 PS （79 kW; 106 bhp），@6000转/分钟（双VVT-i）。
- 最大扭矩。
  - 132牛-米（97磅-英尺），转速为3000转/分（不含双VVT-i）。
  - 140牛-米（103磅-英尺），4200转/分（双VVT-i）。
- 压缩比：11.5:1；印尼欧三版：10.5:1。
- 怠速：700转/分
- 红线：6200转/分

应用车型：
- 丰田Etios
- 丰田西耶塔（XP170） （双VVT-i）
- 丰田Vios（XP150）（双VVT-i）
- 丰田雅力士（XP150） （双VVT-i）

### 2NR-FKE 高热效率新款
有可变气门正时系统VVT-iE和发动机运行的米勒/阿特金森循环的改款 。
2NR-FE之间的主要区别 :
- 最大输出 输出功率。109 PS （80 kW; 108 bhp） （6000 rpm）
- 最大扭矩：4400转/分时136牛-米（100磅-英尺）。最大扭矩：在4400转/分时为136牛-米（100磅-英尺）。
- 压缩比：13.5:1

应用范围：
- 丰田卡罗拉Axio（2015年4月至今）
- 丰田Porte/Spade（XP140）（2015-2020年）
- 丰田Sienta（2015年至今）
- 丰田雅力士（欧洲，2017-2020年）

### 2NR-FBE 巴西特供乙醇燃料版
为巴西市场的丰田Etios打造的的flexfuel发动机。
它可以使用汽油或任何汽油和乙醇的混合燃料，最高可达到全乙醇（E100）。
和2NR-FE的主要区别：
- 最大输出功率： 动力输出。5600转/分时108马力（81千瓦；109PS）。
- 最大扭矩：3100转/分时136牛-米（100磅-英尺）。最大扭矩：在3100转/分时为136牛-米（100磅-英尺）。

应用：巴西市场的丰田Etios、雅力士、丰田Vios（2016年至今）

### 2NR-VE 大发版

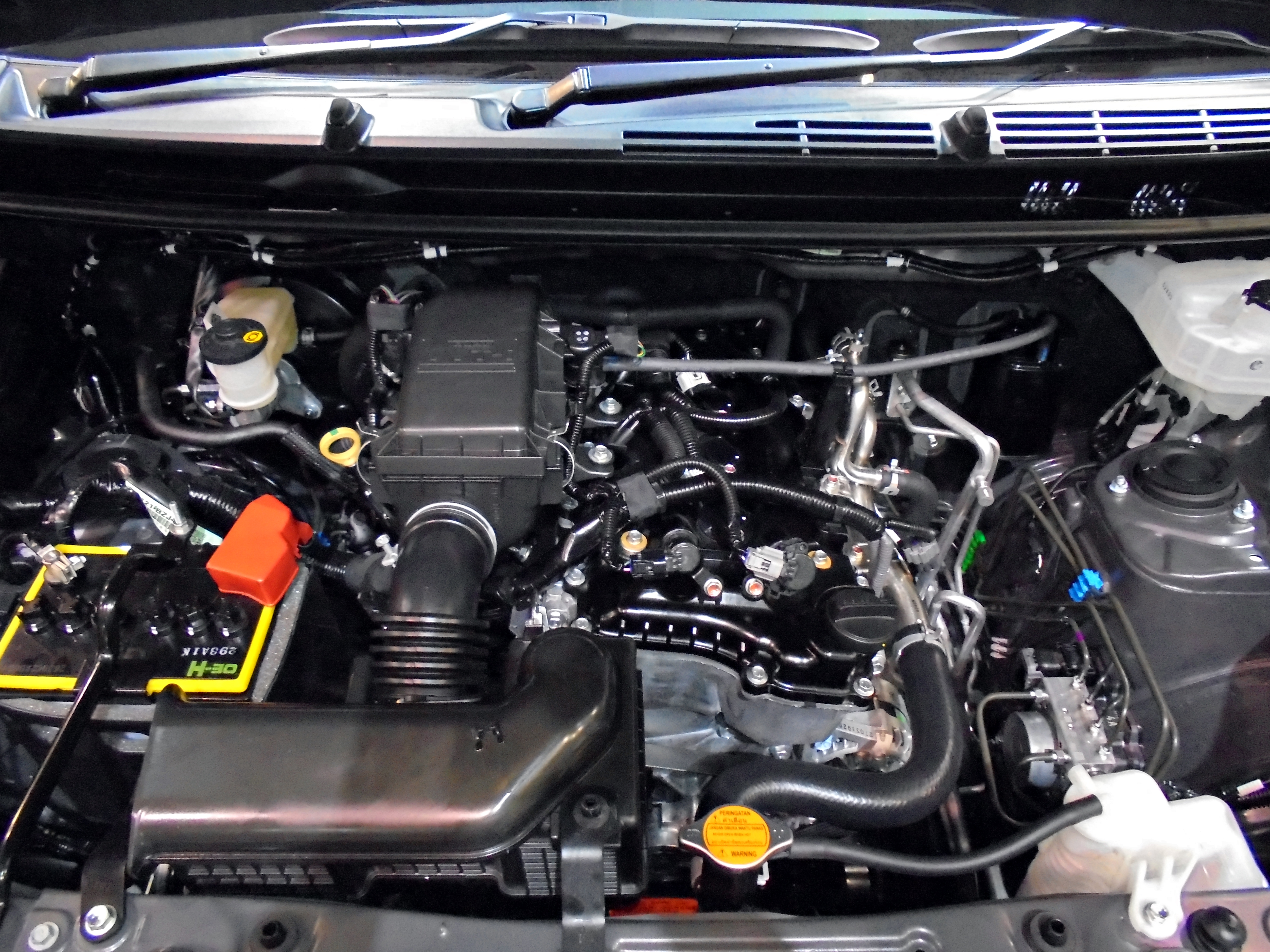
2NR-VE

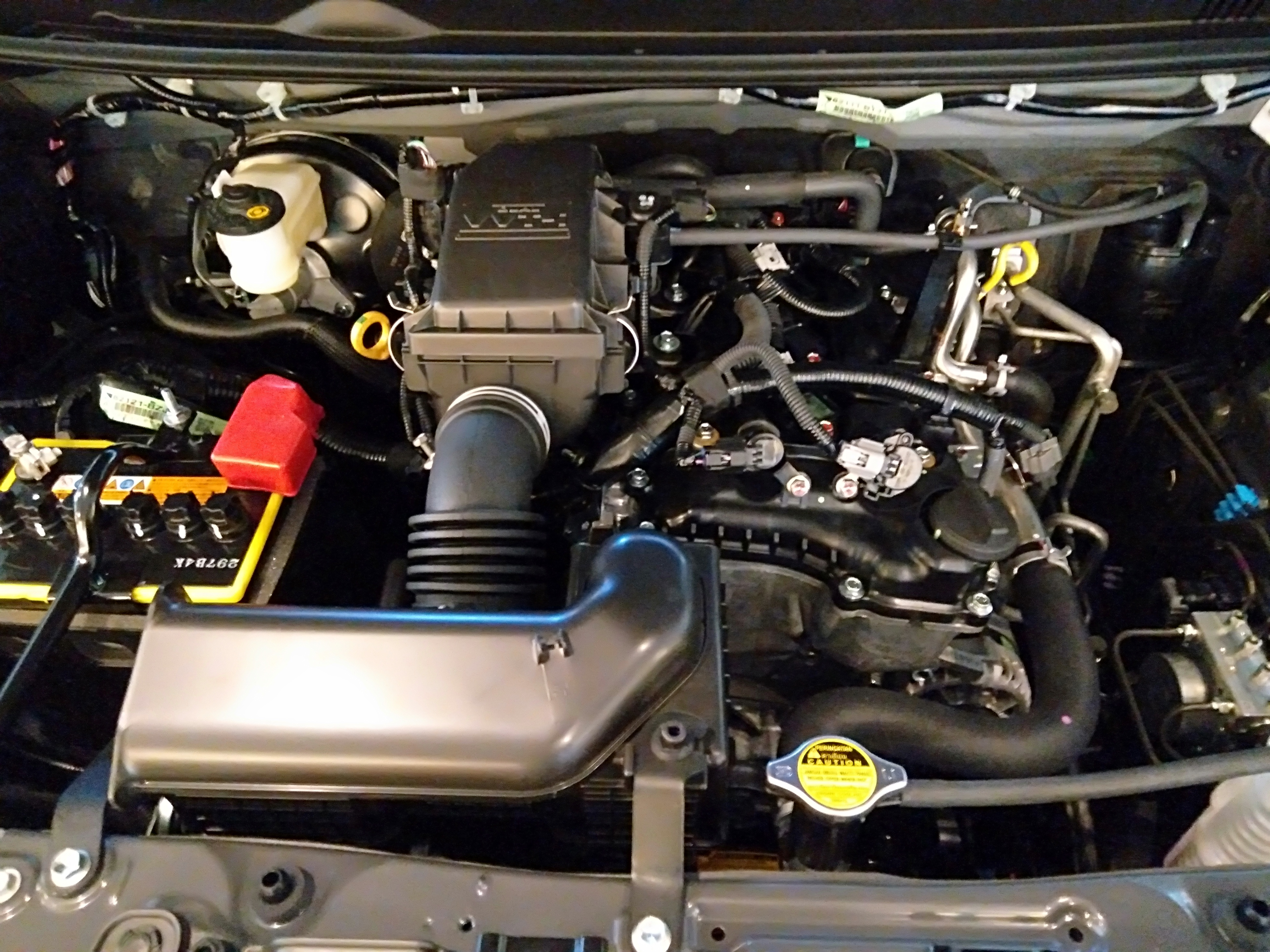
2021款丰田Rush文莱市场版装备的2NR-VE发动机

新的2NR-VE发动机是大发为其产品设计的，它是在1.5升2NR-FE发动机的基础上开发的。与原来配装在丰田Sienta上的2NR-FE使用铝制缸体、横向定位不同，常见于1.5升Avanza上的2NR-VE与前代3SZ-VE发动机一样，仍然使用高强度钢，纵向定位。因此，Avanza上的2NR-VE是后轮驱动的，全新的第三代Perodua Myvi对这台发动机进行了修改，并安装了之前在Perodua Bezza上实施的全新Eco Idle停止启动系统，比之前提高了燃油效率。
- 最大功率：104 PS （76 kW; 103 bhp），转速为6000转/分（丰田Avanza的双VVT-i车型）。
- 最大扭矩：136牛-米（100磅-英尺），转速为4200转/分（丰田Avanza的双VVT-i车型）。
- 压缩比：11.5:1；印尼欧3版：10.5:1。

应用范围：
- 丰田Avanza/大发Xenia（F650，2015年至今）
- Daihatsu Terios/丰田Rush/Perodua Aruz（大发）
- Perodua Myvi （M800）
- 大发Gran Max（日本）/丰田TownAce/马自达Bongo（S400，2020年至今）
- Yaris Cross（臺灣）

## 3NR-FE/3NR-VE

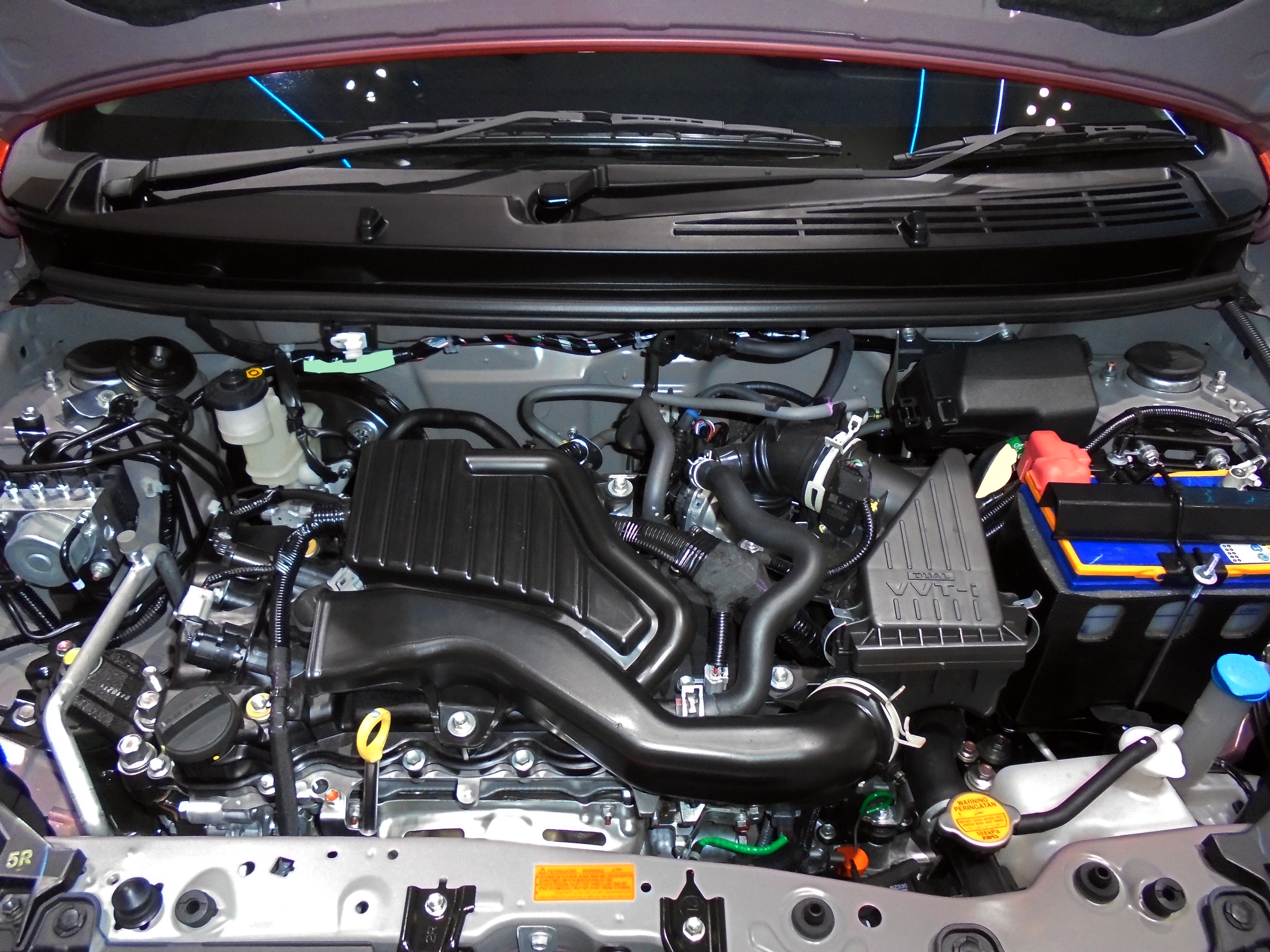
大發Ayla的3NR-VE引擎

NR系列发动机的1.2 L（1,197 cc）版本。2011年第二季度首次为Etios Liva车型推出。后来丰田在丰田雅力士车型（泰国）上加入了Dual VVT-i机构（称为3NR-VE），并将压缩比提高到11.5:1。
技术规格：
- 排量： 1.2 L （1,197 cc）
- 内径×行程。72.5毫米×72.5毫米（2.85英寸×2.85英寸）
- 压缩比11.5:1；印尼欧三版：10.5:1。
- 最大输出 输出功率。88 PS（65千瓦；87马力），转速为5600转/分钟；88 PS（65千瓦；87马力），转速为6000转/分钟（双VVT-i）。
- 最大扭矩：3100转/分时为104牛-米（77磅-英尺），4200转/分时为108牛-米（80磅-英尺）。最大扭矩：在3100转/分时为104牛-米（77磅-英尺）/在4200转/分时为108牛-米（80磅-英尺）（配备双VVT-i）。

应用车型：
- 丰田Etios
- 丰田雅力士（泰国，2013-2019年）
- 丰田雅力士Ativ（泰国，2017-2019）
- 丰田Calya/大发Sigra （3NR-VE/双VVT-i）
- 丰田Agya/大发Ayla （3NR-VE/双VVT-i）

### 3NR-FKE 高热效率新款
加入可变气门正时系统VVT-iE和发动机运行的米勒/阿特金森循环的版本。
3NR-FE之间的主要差异。
- 最大输出 输出功率。92 PS （68 kW; 91 bhp） （6000 rpm）
- 最大扭矩：在4400转/分时达到109牛-米（80磅-英尺）。最大扭矩：4400转/分时为109牛-米（80磅-英尺）。
- 膨胀比：13.5:1
- CO2输出 99克/公里
- 油耗：23.25公里/升（54.7英里/加仑-美国）

应用：丰田雅力士/雅力士ATIV（泰国，2019年至今）

## 4-7NR中国特供版

### 4NR-FE
NR系列发动机的1.3 L（1,329 cc）版本。首次为第三代丰田Vios推出。
该发动机的技术规格：
- 排量： 1.3 L （1,329 cc）
- 最大输出 输出功率。99 PS （73 kW; 98 bhp） at 6000 rpm
- 最大扭矩：4200转/分时123牛-米（91磅-英尺）。最大扭矩：4200转/分时123牛-米（91磅-英尺）。

应用车型：丰田Vios （NCP150R） （仅限中国）

### 5NR-FE
NR系列发动机的1.5 L（1,496 cc）版本。首次为第三代丰田Vios推出。
该发动机的技术规格：
- 排量： 1.5 L （1,496 cc）
- 最大输出 输出功率。107 PS （79 kW; 106 bhp） at 6000 rpm
- 最大扭矩：4200转/分时140牛-米（103磅-英尺）。最大扭矩：4200转/分时为140牛-米（103磅-英尺）。

应用车型：丰田Vios （NCP150R） （仅限中国）

### 6NR-FE
NR系列发动机的1.3 L（1,329 cc）版本。首次为第三代丰田雅力士推出。
该发动机的技术规格。
- 排量： 1.3升（1,329cc）
- 最大输出 输出功率。99 PS （73 kW; 98 bhp） at 6000 rpm
- 最大扭矩：4200转/分时123牛-米（91磅-英尺）。最大扭矩：4200转/分时123牛-米（91磅-英尺）。

应用车型：丰田雅力士（XP150） （仅限中国）

### 7NR-FE
NR系列发动机的1.5 L（1,496 cc）版本。首次为第三代丰田雅力士推出。
该发动机的技术规格。
- 排量： 1.5升（1,496cc）
- 最大输出 输出功率。107 PS （79 kW; 106 bhp） at 6000 rpm
- 最大扭矩：4200转/分时140牛-米（103磅-英尺）。最大扭矩：4200转/分时为140牛-米（103磅-英尺）。

应用车型：丰田雅力士（XP150） （仅限中国）

## 8NR-FTS 涡轮版

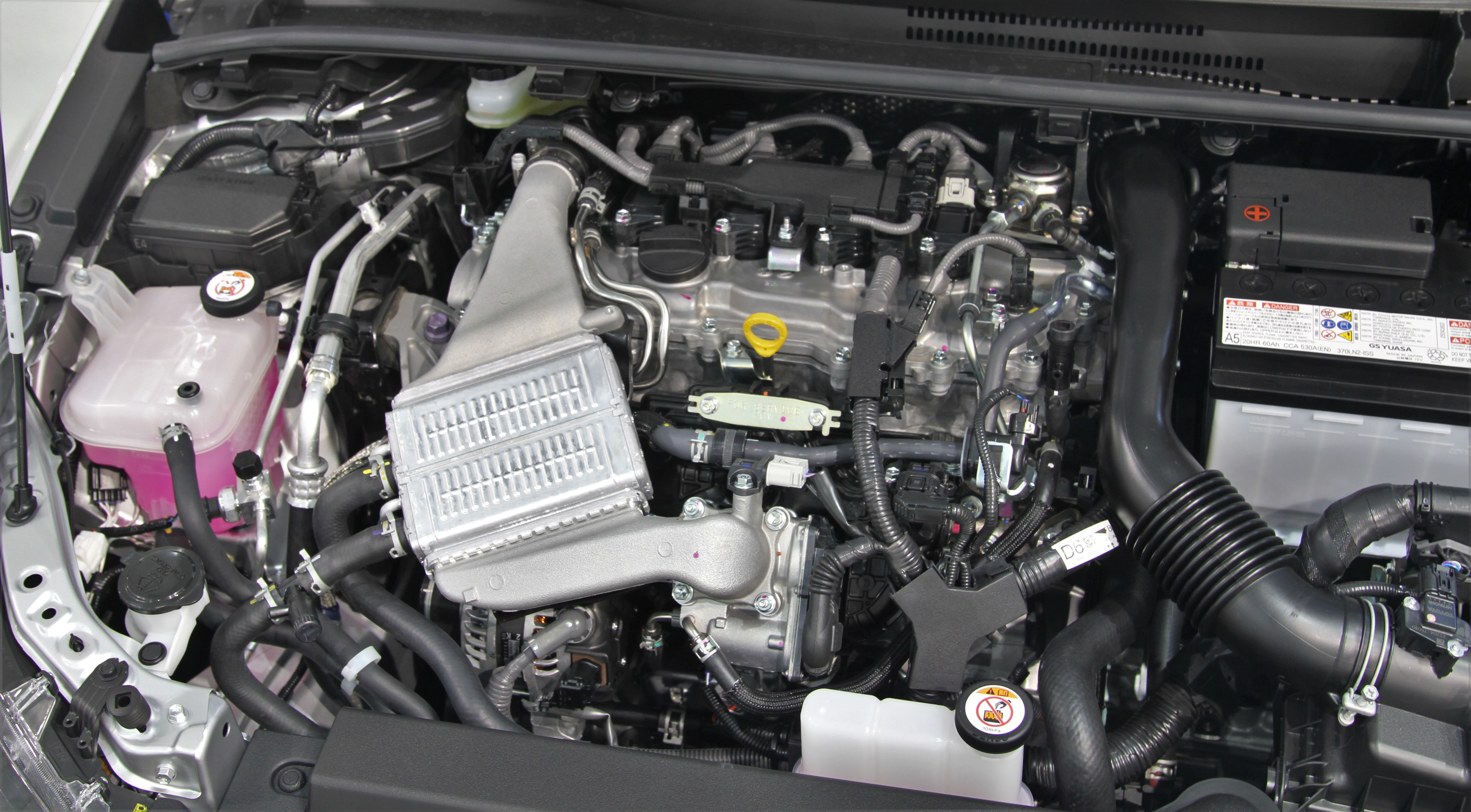
8NR-FTS

NR系列发动机的1.2 L（1197 cc）涡轮增压版本。2015年首次在丰田Auris上推出，采用直喷技术。
技术规格
- 排量：1.2 L 1.2 L（1,197 cc）。
- 内径×行程。71.5毫米×74.5毫米（2.81英寸×2.93英寸）
- 最大输出 输出功率。在5200转/分时输出114马力（85千瓦；116马力）。
- 最大扭矩：1500转/分时185牛-米（136磅-英尺）。最大扭矩：1500转/分时为185牛-米（136磅-英尺）。
- 最大热效率。> 36%
- 压缩比：10.0:1
- 气门机构：VVT-iW VVT-iW

应用车型：丰田Auris（E180）、丰田C-HR

## 9NR-FTS 中国特供版
为中国市场的卡罗拉/雷凌打造的8NR-FTS版本。
技术规格：
- 排量。1.2升（1 197cc）
- 内径×行程。71.5毫米×74.5毫米（2.81英寸×2.93英寸）
- 最大输出 输出功率。在5200转/分时输出114马力（85千瓦；116马力）。
- 最大扭矩：1500转/分时185牛-米（136磅-英尺）。最大扭矩：1500转/分时为185牛-米（136磅-英尺）。
- 最大热效率。> 36%
- 压缩比：10.0:1
- 气门机构：VVT-iW VVT-iW

应用：
- 丰田卡罗拉/雷凌（E180，中国）
- 丰田卡罗拉/雷凌（E210，中国）